# براد نولز
براد نولز (29 أكتوبر 1981 في أستراليا - ) (بالإنجليزية: Brad Knowles)‏ هو لاعب كريكت أسترالي. لعب مع فريق فكتوريا للكريكت وفريق غرب أستراليا للكريكت ‏.

## وصلات خارجية
- براد نولز على موقع إي آس بي آن كريك إنفو (الإنجليزية)